# Трикальсиліт
Трикальсиліт — мінерал класу силікатів, що відноситься до групи польових шпатів. Його назва походить від слова «tria» (три), тому що довжина його осі в 15,339 Å втричі перевищує довжину такої самої осі його диморфу, кальсиліту, 5,1589 Å.

## Загальний опис
Трикальсиліт — це тектосилікат з хімічною формулою K₂NaAl₃(SiO₄)₃. Він кристалізується в гексагональній системі. Його твердість за шкалою Мооса становить 6.
Відповідно до класифікації Нікеля-Штрунца, трикальсиліт належить до «09.FA — Тектосилікати без цеолітної H₂O, без додаткових нететраедричних аніонів» разом із такими мінералами: каліофіліт, мікроклін, кальсиліт, нефелін, панукасиліт, малінкоїт, віргіліт, лізициніт, адуляр, анортоклаз, буддінгтоніт, цельзіан, гіалофан, ортоза, санідин, рубіклін, моналбіт, альбіт, андезин, анортит, бітовніт, лабрадорит, олігоклаз, рідмергнерит, парацельзіан, славіт, кумдісоніт, банальсит, строналзит, данбурит, малевіт, пеквіт, лінгуніт і кокчетавіт.

## Знахідки мінералу
Трикальсиліт виявлено в Кабфуму, вулкан Ньїрагонго (Північне Ківу, Демократична Республіка Конго). Його також було описано в річці Оросмайо в департаменті Рінконада (Жужуй, Аргентина).